# Gernot Stroth
Gernot Stroth (* 26. Mai 1949 in Wiesbaden) ist ein deutscher Mathematiker, der sich mit endlichen Gruppen beschäftigt.

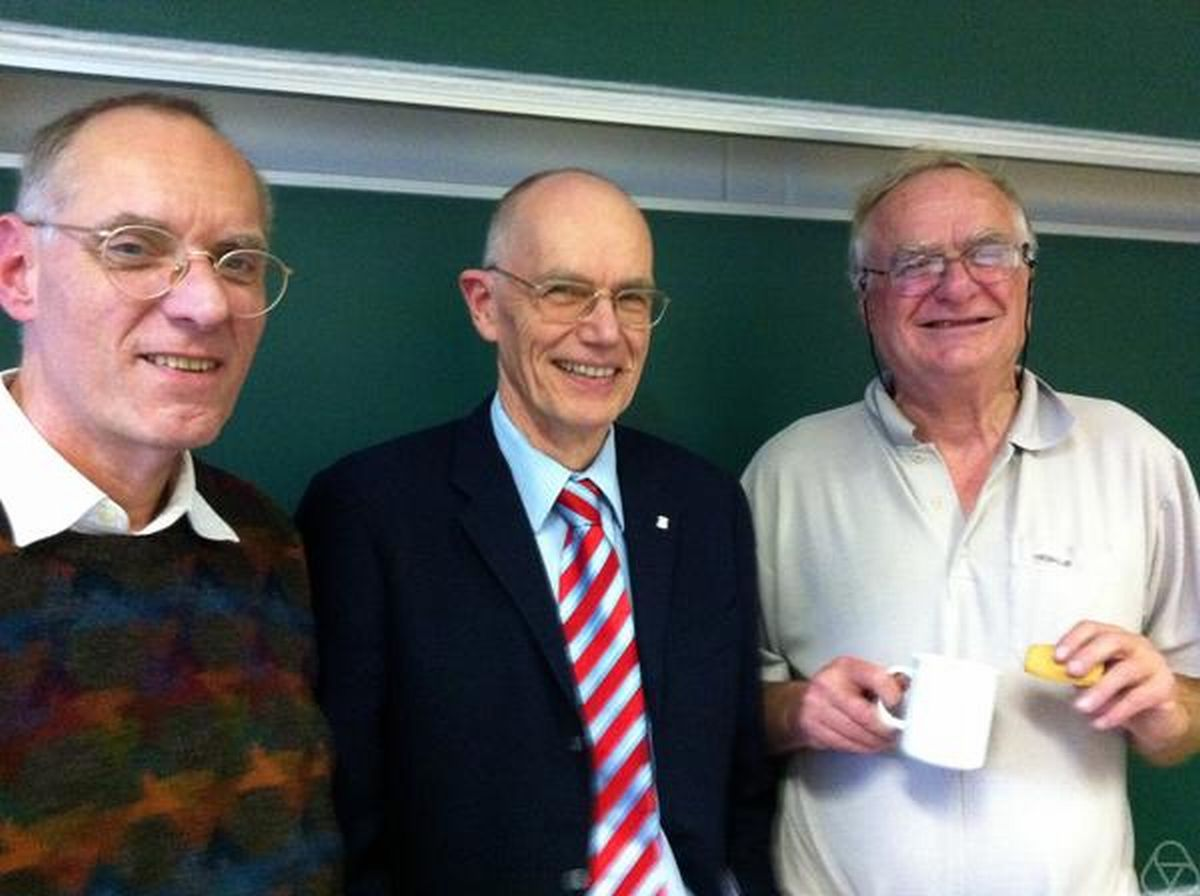
Gernot Stroth (links) mit Ulrich Dempwolff, Hans Kurzweil 2010

Stroth studierte ab 1968 an der Johannes Gutenberg-Universität Mainz, wo er 1973 bei Dieter Held über ein Thema aus dem Gebiet der endlichen einfachen Gruppen promoviert wurde. 1973 bis 1977 war er Assistent und habilitierte sich 1976. 1977 wurde er Dozent an der Ruprecht-Karls-Universität Heidelberg und 1979 an der Freien Universität Berlin. Seit 1994 ist er Professor für Algebra an der Martin-Luther-Universität Halle-Wittenberg.
Er befasst sich mit endlichen Gruppen unter anderem innerhalb des Klassifikationsprogramms der endlichen einfachen Gruppen (und dem Projekt von dessen Vereinfachung), der Konstruktion endlicher einfacher Gruppen wie der Held-Gruppe, der möglichst einfachen (niedrig-dimensionalen) Darstellung endlicher einfacher Gruppen und mit Geometrien zu sporadischen Gruppen (Benutzung von Diagramm-Geometrien im Programm zu einer einheitlichen Konstruktion der sporadischen Gruppen).
Im GLS-Projekt der Darstellung des Klassifikationstheorems von Daniel Gorenstein, Lyons und Ronald Solomon ist er als Autor eines Bandes vorgesehen (Band 11 über Gruppen mit stark p-einbettbaren Untergruppen).
Von 2000 bis 2001 war er Präsident der Deutschen Mathematiker-Vereinigung.

## Schriften
- Über Gruppen, die in ähnlicher Beziehung zu {\displaystyle M_{24}} oder {\displaystyle L_{5}(2)} stehen wie Sz zu He, und eine Kennzeichnung von {\displaystyle M_{24}} und {\displaystyle L_{5}}(2), 1973, Dissertation, Universität Mainz, veröffentlicht in zwei Teilen, J. Algebra, Band 33, 1975, S. 206–223, 331–364.
- Lineare Algebra, 1995, 2. Auflage, Heldermann Verlag 2007.
- Algebra – Einführung in die Galoistheorie, de Gruyter 1998.
- mit Ulrich Meierfrankenfeld, Bernd Stellmacher: Finite groups of local characteristic p: an overview, in: A.A. Ivanov, M.W. Liebeck, J. Saxl (Herausgeber): Groups, Combinatorics and Geometry, Durham 2001, World Scientific 2003, S. 155–192.
- Sporadic geometries, in: K. T. Arasu, J. F. Dillon, Kōichirō Harada, S. Sehgal, Ronald Solomon (Herausgeber): Groups, Difference Sets, and the Monster, Proc. of the Ohio State group theory conference 1993, de Gruyter, 1996, S. 99–116.